# Torre de Ruerrero

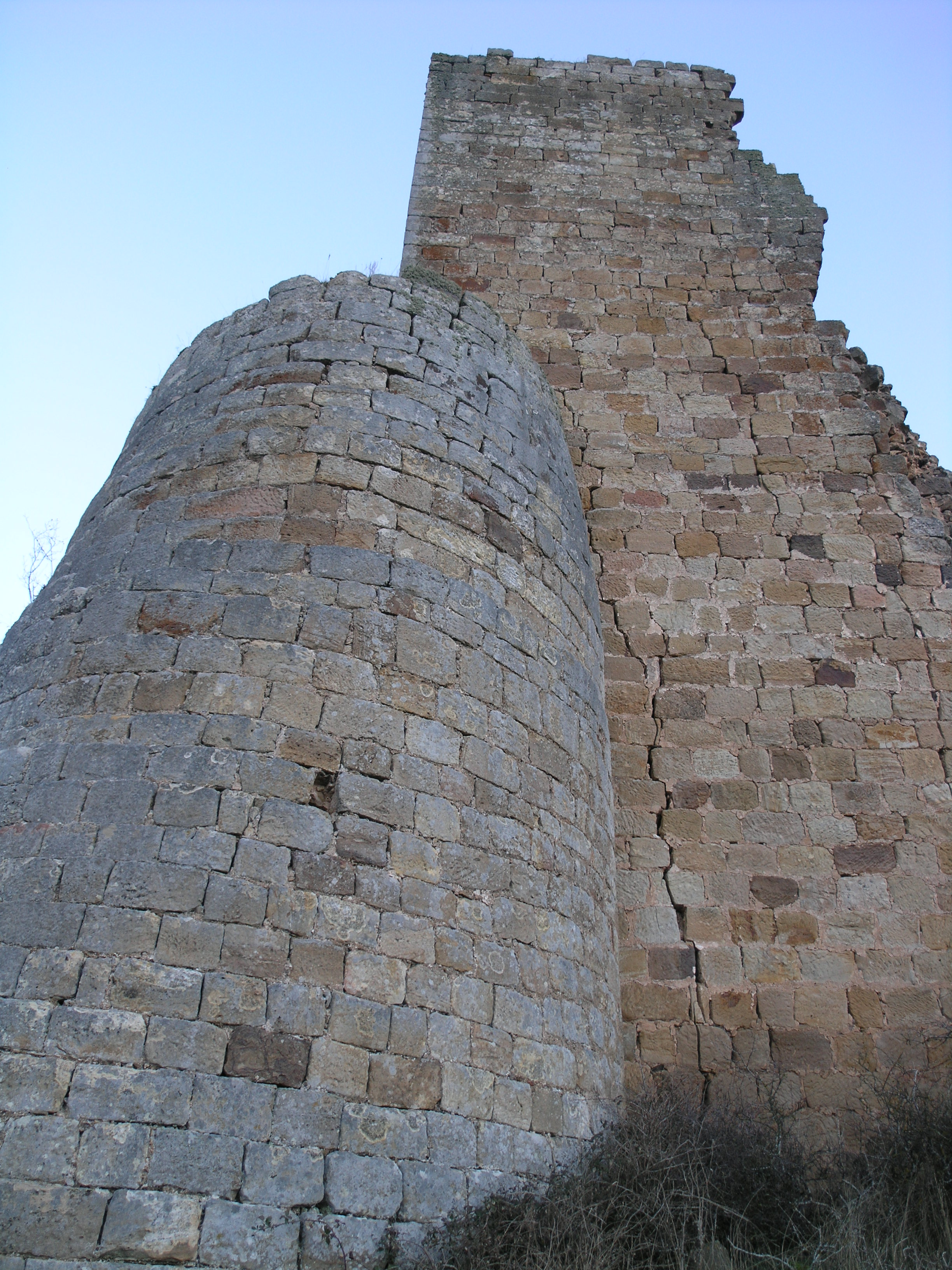
Torre de Ruerrero, vista desde la esquina noroccidental; en primer plano, el refuerzo troncocónico; a la derecha se ve el perfil de la esquina suroccidental derruida.

La Torre de Ruerrero, en el término municipal de Valderredible (Cantabria, España), fue declarada Bien de Interés Cultural en el año 1992. Se encuentra en la mies de la localidad de Ruerrero, en lo alto de un cerro, al que se llega desde la parte más alta del pueblo.
Se trata de una atalaya de la Baja Edad Media, construida en los siglos XIV-XV.
Es una torre de planta cuadrada que mide unos 10 metros y medio de lado y alcanza una altura de 12-13 metros. El muro es muy ancho, de más de dos metros, y se encuentra formado por dos paramentos de piedra de sillería en medio de los cuales queda una cámara, rellenada con cascajo. Hay vanos en todas las fachadas salvo la oriental, destacando la ventana geminada con arcos de medio punto que hay en la fachada meridional. El ángulo suroeste se ha derrumbado. Tenía dos plantas y aún se conservan restos de sus vigas.
Tiene como elemento más original una torre troncocónica adosada a la esquina noroeste, que actúa a modo de contrafuerte. Sus dimensiones son 3 metros de diámetro y 5 metros de altura.
Alrededor debió tener un foso, del que quedan restos en el lado oriental de la torre, con unas dimensiones de unos tres metros de ancho, lo cual no es un elemento muy frecuente en las torres de la Cantabria meridional.